# نواربرون
در طراحی الکترونیک و فوتونیک، نواربرون یا نوار-برون یا تِیپ-اَوت (به انگلیسی: tape-out) نتیجه نهایی فرایند طراحی مدارهای مجتمع یا بردهای مدار چاپی قبل از ارسال برای ساخت است. نواربرون به‌طور خاص نقطه‌ای است که در آن تصویر ماسک‌تصویر مدار به مرکز برساخت ارسال می‌شود.
از لحاظ تاریخی، این اصطلاح به روزهای اولیه طراحی مدار چاپی اشاره دارد، زمانی که «آثارهُنری» بزرگ شده (برای دقت بیشتر) برای ماسک‌تصویر به صورت دستی با استفاده از نوار خط سیاه (معمولاً کرپ بی‌شِیپ گرافیکس) «نوار برون» می‌شد. در دوران پس از جنگ دهه‌های ۱۹۴۰–۱۹۵۰، تکنیک‌های توسعه‌یافته برای بازتولید مدارهای سریع و کم‌هزینه به ساخت برگردانه دوبعدی ازروی علم‌عکاسی تبدیل شدند. فعل «نواربرون کردن» قبلاً به‌طورگسترده برای این فرایند استفاده می‌شد و برای ساخت ترانزیستور پذیرفته شده که به رویکردهای مدارمجتمع کامل، تکامل یافته.